# Hr.Ms. K III (1920)
De Hr.Ms. K III was een Nederlandse onderzeeboot van de naar dit schip vernoemde K III-klasse. Het schip werd in 1915 door het Nederlandse ministerie van Koloniën besteld bij de scheepswerf Koninklijke Maatschappij de Schelde uit Vlissingen. Eind december 1920 maakt de K III de oversteek naar Nederlands-Indië via het Suezkanaal. Tijdens deze reis deed de K III de volgende havens aan: Ferrol, Algiers, Malta, Alexandrië, Port Said, Aden, Colombo, Padang en Tandjong Priok. Op 18 december 1920 arriveerde het schip in de haven Soerabaja. De K III was de eerste Nederlandse onderzeeboot die de oversteek naar Nederlandse-Indië zonder escorte ondernam. Vanuit de haven van Soerabaja patrouilleerde het schip tot en met 1934 de kustwateren van Nederlands-Indië. Nadat de K III uitdienst werd genomen werd het schip in Nederlands-Indië gerecycled.